# Нижний Урюм
Нижний Урюм — село в Здвинском районе Новосибирской области. Административный центр Нижнеурюмского сельсовета.

## География
Площадь села — 174 гектара

## Население
| 2002 | 2007 | 2010 |
| ---- | ---- | ---- |
| 519  | ↘471 | ↘418 |

## Инфраструктура
В селе по данным на 2007 год функционируют 1 учреждение здравоохранения, 2 образовательных учреждения.